# Studio Biederer

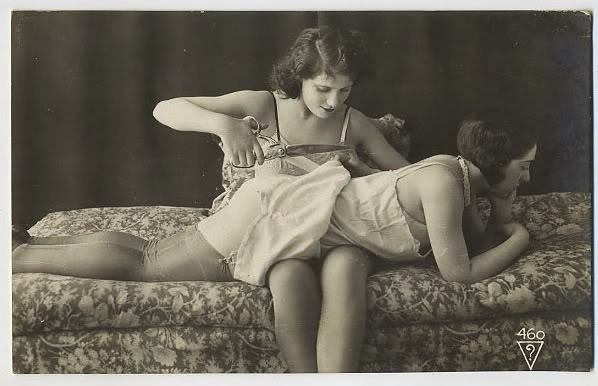
Snímek z dílny Studia Biederer (asi 30. léta 20. století)

Studio Biederer byl francouzský fotografický ateliér v éře art déco, vedený bratry Jacquesem a Charlesem Biedererovými moravsko-židovského původu, sídlící v Paříži. ve 20. a 30. letech 20. století zde pak vznikaly mimořádně kompozičně odvážné a explicitní erotické fotografie a také několik erotických filmů, včetně jedněch z prvních také s tematikou sexuální fetiše či BDSM. Ateliér byl nuceně uzavřen po začátku německé okupace Francie za druhé světové války v létě 1940, oba bratři pak zahynuli během holokaustu. 

## Historie

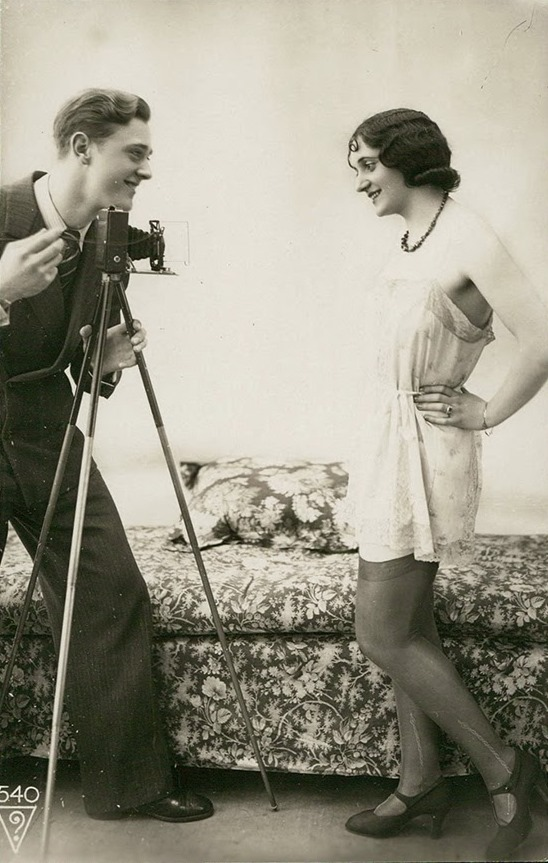
Foto ze Studia Biederer (vlevo patrně Jacques, připadně Charles, Biederer)

Jacques Biederer, původem z židovské rodiny z Moravské Ostravy přišel do Paříže jako jedenadvacetiletý roku 1908, jeho mladší bratr Carl (Charles, 1892-1942) jej následoval roku 1913. 
Nejpozději roku 1926 pak oba bratři v Paříži provozovali vlastní ateliér s názvem Studio Biederer na adrese 33 Boulevard du Temple. Ateliér se v té době výrazně vyprofiloval jakožto ateliér erotických fotografií, které byly následně, nejčastěji ve formě pohlednic, prodávány v hojných kopiích. Bratři Biedererové na svých snímcích zobrazovali, vedle explicitní nahoty či odhalených intimních částí těla, také prvky fetišistických aktivit, BDSM, role play, pet play, lesbických scén a další. Několik sérií fotografií vzniklo také s ženami v kompozici s automobily. Snímky byly prodávány mj. v knihkupectvích Victora Vidala, které se de facto staly prvním řetězcem sex shopů na světě.
Studio produkovalo také sérii fetišových němých filmů s názvem Dressage au fouet líčících scény sexuální dominance. Na konci 30. let pak Biederovi založili nové studio, pojmenované Ostra (jako odkaz na rodiště bratrů, Ostravu), které se zaměřovalo na méně eroticky explicitní a komerční obsah (např. focení kolekcí spodního prádla).
Po kapitulaci Francie Nacistickému Německu a začátku německé okupace byl ateliér roku 1940, pro židovský původ majitelů a svou obscénnost, uzavřen. Jacques, stejně jako Charles, byli pak na základě protižidovských zákonů internováni v tranzitním táboře ve francouzském Pithiviers. V létě 1942 byly pak transportováni do koncentračního tábora Osvětim-Březinka, kde se stali oběťmi masového vyvražďování židovských vezňů. 
Některé pohlednice nesou podpisy JB, B, Ostra nebo otazník v trojúhelníku. Ostatní fotografie lze s prací Studia Biederer ztotožnit např. podle kompozičního stylu, opakujícího se nábytku či totožných modelek a modelů. Ztotožnění řady snímků s prací bratrů Biedererových provedl okolo roku 2007 francouzský historik Alexandre Dupouy.
Studio výrazně ovlivnilo práci pozdějších fotografů a umělců s podobnými náměty, jako byli Charles Guyette, John Willie a Irving Klaw. 

## Galerie

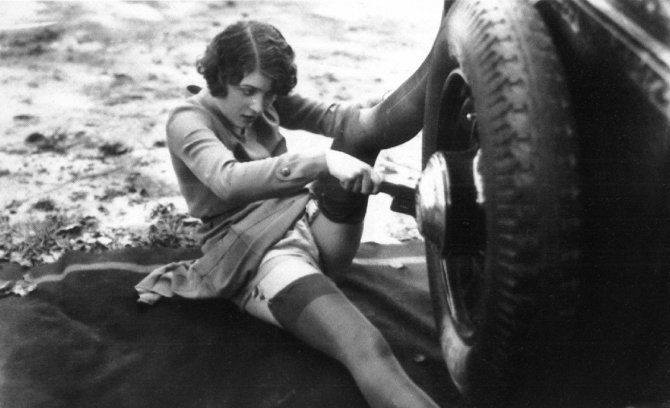
Erotický snímek ženy měnící pneumatiku auta
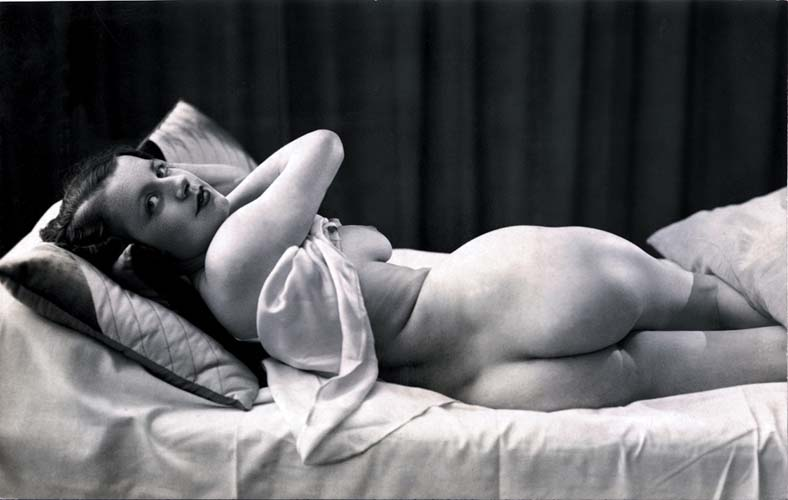
Žena na posteli
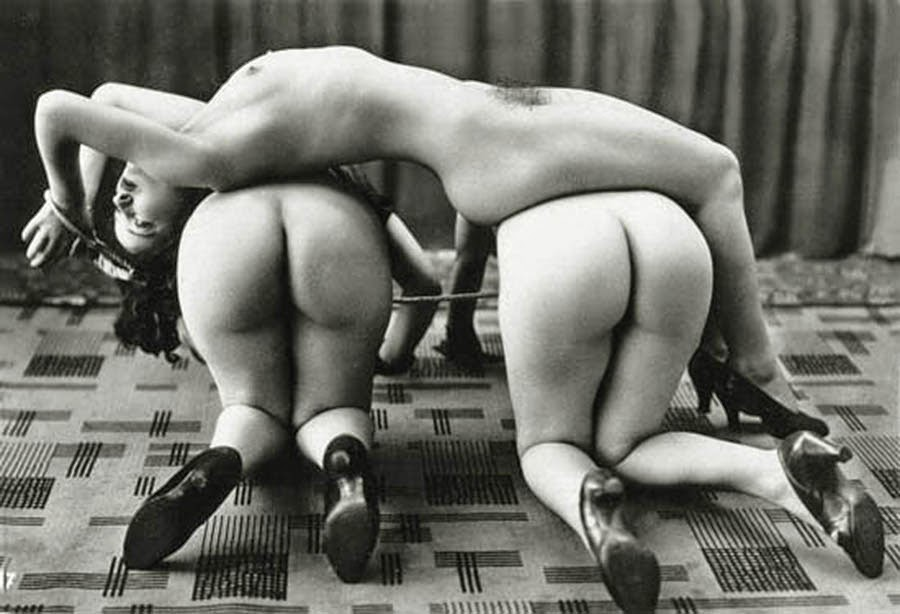
Tři nahé ženy
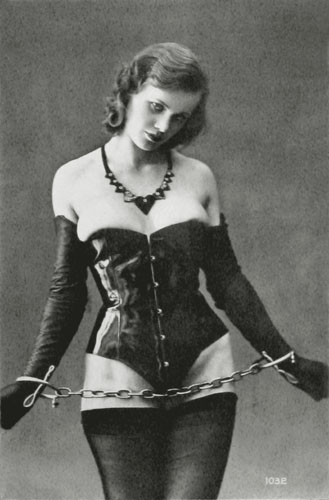
Žena v korzetu a v řetězech